# Список змісту журналу «Всесвіт» (1989)
Список змісту номерів українськомовного журналу іноземної літератури «Всесвіт» за 1989 рік. В цей рік вийшло 12 номерів, які складалися зі 192 сторінок кожен. Тираж становив від 60 155 в №1 до 70 115 примірників в номерів № 12, що свідчить про збільшення обсягів на 16,62 %. За цей період було надруковано 7 романів, понад 100 повістей тощо. За переклад роману Віктором Шовкуном «Сотворіння світу» Ґора Відала отримав премію імені Миколи Лукаша «Ars Translationis». У №11 розкривалась тема Голодомору. Географія перекладів представлена творами європейських, південноамериканських, північноамериканських та азійських авторів. Зокрема, представниками Японії, США, Аргентини, Франції, НДР і ФРН та інших. Продовжували існувати такі рубрики, як Клуб любителів фантастики, Майстри детективу та інші.
У цей рік керували журналом: Олег Микитенко (головний редактор),  Валерій Грузин (заступник головного редактора), Григорій Філіпчук (відповідальний секретар).
В редакційну колегію входили: Дмитро Білоус, Олесь Гончар, Павло Загребельний, Дмитро Затонський, Віктор Коптілов, Юрій Кочубей. Роман Лубківський, Володимир Митрофанов, Василь Оснач, Дмитро Павличко, Воліна Пасічна, Юрій Покальчук, Арнольд Шлепаков.
До складу редакції входили: Іван Білик, Олександр  Божко, Олександр Буценко, Наталя Дроботун, Олекса Литвиненко, Степан Наливайко, Дмитро Онкович, Микола Рябчук, Ярослава Собко, Орест Сухолотюк, Олександр Терех.
Художній редактор — Володимир Писаренко. Технічний редактор — Ніна Бабюк. Коректори — Галична Колінько, Ірина Осадча. Надруковано журнал у видавництві «Радянський письменник» у Києві.
Список представлений в хронологічному порядку.

## Журнали
| №                   | Зміст | Деталі |
| ------------------- | --- | --- |
| № 1 (721) січень    | Сучасна література - Гор Відал. Сотворіння світу. Роман— 2 Кличте поета у битві годину важку - Із сучасної кубинської поезії. Елісео Дієго, Рауль Луїс, Рауль Ріверо, Карільда Олівер Лабра, Освальдо Наварро — 59 - Ендре Феєш. Добрий вечір, літо, добрий вечір кохання. Роман — 68 - Хуліо Кортасар. Кошмари. — Котяче бачення. — Іще дещо про сходи. — Розбивання крапель. — Монолог ведмедя. — Чудернацький вибір. Оповідання. — Поезії— 135 - Письменник. Література. Життя: Олександр Буценко. Матерія думки. Перекладацькі студії - Марина Новикова. Пригода з Робертом Берисом — 149 З погляду рецензента - Дмитро Наливайко. Епопея Камоенса українською мовою — 158 Шляхи мистецтва - Олександр Федорук. Франко Мієле — друг України — 161 Країни, міста, люди - Віктор Татаринов. Бачу острови! — 166 Долі інтернаціоналістів - Труде Ріхтер. Станція «Сьомий кілометр» — 173 Україніка - «Байда букс» пропонує… Інтерв'ю вела Ярослава Собко — 181 - В Українському республіканському комітеті захисту миру — 183 - Читацька орбіта — 185 - Розмаїтості — 187 На закінчення номера - Джеймс Патрік Данліві. Люба Сільвіє!.. Любий Х'юго!.. Гумореска— 190 | Обкладинка: 1 стор. — Малюнок Є. Корпачова за мотивами творів Хуліо Кортасара. 3 стор. — Карикатури із журналів NBI і «Жівот» 4. стор. Афіші мультфільмів Волта Діснея «Весела компанія», «Простаки» та «Освальд – щасливий кролик». Сторінок: 192 Тираж: 60 155 Ціна: 1 крб. 10 к. ISSN 0320-8370 |
| № 2 (722) лютий     | Сучасна література - Патрік Модіано. Неділі в серпні. Роман — 2 - Йоргос Молескіс. Поезії — 51 - Гор Відал. Сотворіння світу. Роман. Продовження — 56 Клуб любителів фантастики - Науково-фантастичні оповідання письменників ФРН Ганс Вольф. Привілей. — Вінфрід Гепферт. День у день. — Хайделоре Клуге. Премія. — Рональд М. Хаан. Доки це не загрожує демократії. — 117 На закінчення номера - Дьєрдь Молдова. Французький майстер. Оповідання — 189 Скарбниця - Пісня пісень — 128 Письменник, література, життя - Леонід Горлач. Вірші нашого доброго друга — 55 - Володимир Базилевський. Жива вода з колодязя тисячоліть — 134 - Педро Лаїн Ентральго. Білінгвізм — 137 - Борис Клименко. Від двомовності до багатомовності — 138 Перекладацькі студії - Марія Габлевич. Портрет Протея — 140 Україніка - Назар Гнатюк. Дещо з життя Олександра Олеся — 145 - Іван Лисенко. Із смуги забуття — 146 З редакційної пошти - Лист Івана Кращука. — Антоніу Кастро Алвіс. Негритянський корабель. Уривок з поеми — 152 - Тетяна Шпак. Українські сюжети арабської преси — 154 Акценти сучасності - Сергій П'ятенко. Гроші, економіка, демократія (Зарубіжний досвід і перебудова) — 155 Факт… і за фактом - Петро Коломієць. Професія: приватний детектив — 160 - Міхаель Нунгессер. Людина — винуватець і жертва — 168 На рубежі вогню - Коджо Янка. Випробування Джеррі Роулінгса — 174 - Розмаїтості — 187 | Оформлення: Обкладинка та заставки в номері Олега Блащука Сторінок: 192 Тираж: 60 155 Ціна: 1 крб. 10 к. ISSN 0320-8370 |
| № 3 (723) березень  | Сучасна література - Крістоф Гайн. Смерть Горна. Роман — 2 - Гор Відал. Сотворіння світу. Роман. Продовження — 34 Майстри детективу - Моріс Реймс. Срібний кінь. Оповідання — 98 - Річард Остін Фрімен. Чарівна скринька. Оповідання — 110 - Фуруг Фаррухзод. Поезії — 163 На закінчення номера (Клуб любителів фантастики) - Сінт'їті Хосі. Людина в білому. Оповідання — 185 Україніка. Світ шанує Шевченка - Тейсе Сібуя. Моя зустріч з Шевченком — 122 - Кім Рехо. З Кобзарем у серці — 124 - Кадзуо Накаї. Шевченко в Японії — 126 - Бібліографія японської Шевченкіани, укладена професором Кадзуо Накаї — 128 - Бути музею великого Кобзаря на канадській землі. Інтерв'ю з Володимиром Бровченком — 130 - Віктор Паюк. На далекій і близькій Мальті — 132 Із забутих сторінок - Павло Филипович. Європейські письменники в Шевченковій лектурі - Володимир Полєк. Небуденні заслуги Ореста Кузьми Письменник. Літераура. Життя - Сальвадор Буено. Кубинський революційний роман — 138 - Ігор Маленький. Зоря сучасної поезії Ірану — 161 З погляду рецензента - Володимир Колінець. «Листи темних людей» на українському Парнасі (Листи темних людей. — К.: Дніпро, 1987) — 140 На рубежі вогню - Коджо Янка. Випробування Джеррі Роулінгса. Закінчення — 142 Факт… і за фактом - Юрій Шилов. Як «прочитати» причорноморські кургани? — 154 Неупередженним поглядом - Мартін Ва Карж. «Тошіба» з XXI сторіччя — 159 Шляхи мистецтва - Василь Овчинников. Спогад про Мексику — 169 - Олександр Спаринський. Електронна музика вчора, сьогодні… — 176 - Хроніка Українського товариства дружби — 180 - Розмаїтності — 182 | Оформлення: 1 стор. — Пам'ятник Т. Г. Шевченку у Вашінгтоні. 2 стор. — Ж.-П. Бельмондо у виставі «Кін» за п'єсою А. Дюма в паризькому театрі «Маріньї». Режисер — Р. Оссейн. фото з «Парі-матч». Десонстрація проти расової дискримінації в Йоганнесбургу. Фото з «Жен Афрік». 3 стор. Карикатури з журналу «Eulenspiegel". 4 стор. — Мана Парпулова. 8 Березня. Плакат Сторінок: 192 Тираж: 61 155 Ціна: 1 крб. 10 к. ISSN 0320-8370 |
| № 4 (724) квітень   | Сучасна література: Клуб любителів фантастики - Марек Хемерлінг. Денеб-III. Оповідання — 2 - Крістоф Гайн. Смерть Горна. Роман. Закінчення — 18 - Гор Відал. Сотворіння світу. Роман. Закінчення — 71 На закінчення номера - Орасіо Кірога. Дієта і кохання. Оповідання — 189 Письменник. Література. Життя - Микола Рябчук. Пам'яті Григорія Чубая — 127 - Антоніо Мачадо. Поезія — 129 - Тадеуш Ружевич. Кумедний старигань. П'єса — 131 - Григорій Чубай. «Навчаю вас тому, що сам взяв у народу». — Театр непослідовності Тадеуша Ружевича — 128 - Імануїл Кант. Відповідь на питання: що таке просвітництво? — 135 - Магдалина Ласло-Куцюк. Метафізика порядку і діалектика прогресу — 139 Перекладацькі студії - Василь Ганущак. Сувора наука, високе мистецтво — 141 Акценти сучасності - Роберт Пітер Гейл і Томас Гаузер. Останнє попередження (Спадщина Чорнобиля) — 144 - Юрій Щербак. Свідчення нового мислення — 145 - Дмитро Гродзінський. Ми всі живемо поблизу Чорнобиля — 158 Шляхи мистецтва - Андрій Амлинський. Наділений даром бачити — 160 - Борис Крижанівський. Чаплін після Чарлі — 178 Країни. Міста. Люди - Вадим Шкода. Лаоська мозаїка — 168 - Читацька орбіта — 184 - Розмаїтості — 186 | Оформлення: 1 стор. — Ілюстрація Василя Березового до оповідання Марека Хемерлінга «Денеб-III». 3 стор. — Карикатури з газети «Баррікада». 4 стор. — Антоні Міро. Каспаров, шахи й персонажі. Олія. 1988 Сторінок: 192 Тираж: 63 165 Ціна: 1 крб. 10 к. ISSN 0320-8370 |
| № 5 (725) травень   | Сучасна література - Річард Бах. Ілюзії (Пригои Месії мимоволі). Повість — 2 - Лист до редакції «Всесвіту» — 51 Майстри детективу - Еллері Квін. Божий світильник. Повість — 53 На закінчення номера - Альваро де Лаїглесіа. Випробувач жінок. Оповідання — 185 З літ минулих - Редьярд Кіплінг. Поезії — 91 Письменник. Література. Життя - Валерій Гузин. Асбрактним гуманізм не буває — 52 - Максим Стріха. Кіплінг реальний і вигаданий — 108 - Соломія Павличко. Інтелектуальна проза Джона Фаулза — 117 - Девід Герберт Лоуренс. Порнографія і непристойність — 121 Перекладацькі студії - Олена Макаренко, Марина Новикова. Парадокси хрестоматійного вірша — 111 Україніка - Яків Оксюта. Міжнародні зв'язки СПУ 1988 року — 130 - Тетяна Чернишова. Пам'яті друга — 132 Акценти сучасності - Долаючи синдром «залізної завіси». Розмова з Богданом Гаврилишиним — 133 - Роберт Пітер Гейл і Томас Гаузер. Останнє попередження (Спадщина Чорнобиля). Продовження — 137 Країни. Міста. Люди - Сергій Буковський. З фотокамерою в Афганістані — 154 Шляхи мистецтва - Олександр Буценко. Малярство є малярство, є малярство… — 162 - Сальвадор Еспріу. Світ Антоні Міро — 170 - Франсеск Бернасер. Антоні Міро — 170 - Антоні Міро. Лист до редакції «Всесвіту» — 172 Факт… і за фактом. Два погляди на давню історію - Михайло Брайчевський. Вічна проблема — 173 - Іван Білик. Якщо повірити Геродотові… — 180 - Розмаїтості — 183 | Оформлення: 1 стор. — Ілюстрація Є. Корпачова до творів Р. Кіплінга. 2 стор. — Антоні Міро. Босх у інтер'єрі. Олія. 1987 3 стор. — А. Міро. Ермітаж. Олія. 1987 4 стор. — А. Міро Сад з двигуном. Олія. 1987 Сторінок: 192 Тираж: 64 000 Ціна: 1 крб. 10 к. ISSN 0320-8370 |
| № 6 (726) червень   | Сучасна література. - Робер Мерль. Чоловіки під охороною. Роман — 2 - Наґіб Махфуз. Історія без початку й кінця. Повість — 73 На закінчення номера (Клуб любителів фантастики) - Едуард Мартін. Похоронне бюро суперобслуговування. Оповідання — 189 З літ минулих - Жан Кокто. Поезії. — Орфей. П'єса — 102 Письменник. Література. Життя - Володимир Чайковський. Згоріти, щоб відродитися — 130 - Генрі Девід Торо. Громадянський непослух — 131 - Володимир Діброва. Самобутній бунтар, бунтівливий самітник — 139 - Володимир Озолінь. Король «безглуздя» Едвард Лір, або Апологія вільного сміху — 149 Літературна ілюстрація - Едвард Лір. Казка з мораллю. — Історія семи родин з озера Тьхутарань — 143 Акценти сучасності - Роберт Пітей Гейл і Томас Гаузер. Останнє попередження (Спадщина Чорнобиля). Закінчення — 155 Факт… і за фактом - Валерій Костін. Паризьке диво (Ейфелевій вежі — 100) — 168 Шляхи мистецтва - Лариса Польшикова. Героїчне протистояння — 172 - Олександр Павлов. Пісня кохання — 178 Україніка - Юрій Педан. Дружні діалоги в Сумах — 182 - Маріка Лароккі. — Сільвана колонна. — Ерманно Крумм. — Чезаре Греппі. Поезії — 182 - Читацька орбіта — 72, 185 - Розмаїтості — 187 | Оформлення: 1 стор. — Ілюстрація до роману Р. Мерля «Чоловіки під охороною». 3 стор. — Карикатури з тижневників «Стишел» і «Жівот». 4 стор. — Божена Аугустінова. З міжнародної виставки «Плакат у боротьбі за мир, безпеку і співробітництво». Москва. 1985 Сторінок: 192 Тираж: 65 815 Ціна: 1 крб. 10 к. ISSN 0320-8370 |
| № 7 (727) липень    | Сучасна література - Генріх Белль. Тоді в Одесі. — По харчі. — Діти — також цивільні. — Наша добра старенька Рене. — Свічки для Марії. Оповідання — 2 - Єжи Стефан Ставінський. Шість перевтілень Яна Пищика. Повість — 20 Клуб любителів фантастики - Робер Мерль. Чоловіки під охороною. Роман. Продовження — 73 - На закінчення номера - Хуліо Росалес. Романтична пригода. Оповідання — 189 Скарбниця - Шарль Бодлер. Поезії — 138 Письменник. Література. Життя - Дмитро Наливайко. Жах і екстаз життя — 137 - До 200-річчя Великої французької революції - Максиміліан Робесп'єр. Про представницьке урядування — 156 - Мішель Делон. Революція і письменство — 161 - Вадим Скуратівський. На роковини падіння Бастілії — 164 - Читацька орбіта — 167 Шляхи мистецтва - Анатолій Медведенко. Останній художник епохи Відродження — 168 Україніка - Юрій Покальчук. Українці та українська література в Аргентіні — 178 - Василь Герасим. Цікавий час жити — 181 - Микола Саппа. Йоганн-Вольфганг Гете та Харківський університет — 183 - Розмаїтості | Оформлення: Обкладинка та заставки в номері Олега Блащука Сторінок: 192 Тираж: 64 915 Ціна: 1 крб. 10 к. ISSN 0320-8370 |
| № 8 (728) серпень   | Сучасна література - Хорхе Луїс Борхес. Оповідання й мініатюри — 2 - Робер Мерль. Чоловіки під охороною. Роман. Закінчення — 21 - Мір Абар. Вірші — 84 - Богуміл Грабал. Штукарі. Оповідання — 86 Клуб любителів фантастики - Станіслав Лем. Розповідь першого розмороженого. Оповідання — 59 - Майстри детективу - Агата Крісті. Крадіжка в готелі «Гранд-метрополітен». Оповідання — 92 На закінчення номера - Сімон Вестдейк. Пустельник і диявол. Оповідання — 186 - Письменник. Література. Життя - Олександр Гриценко. Ретрологія Станіслава Лема — 70 - Алехо Карпентьєр. «Коханець леді Чаттерлей» — 102 - Юрій Покальчук. Інтелектуальні лабіринти Хорхе Луїса Борхеса — 103 - Віолета Русева. Експерименти й проблеми молодої болгарської прози — 104 - Богуміл Грабал про себе і свої книжки — 108 З погляду рецензента - Іван Ів. Карабутенко. Король котів і комедіантів. (Теофіль Готьє. Капітан Фракас. Роман. — К.: Молодь, 1987) — 109 - Костянтин Москалець. Поразка чи перемога? (Абе Кобо. Жінка в пісках: Романи — К.: Дніпро, 1983) — 112 Україніка - Валерій Дяченко. Корінь і крона — 115 - Антологія української поезії в Польщі. Тадей Карабович, Роман Дрозд, Іван Киризюк, Остап Ланський, Іван Златокудр, Юрій Гаврилюк, Мирослав Чех, Богдан Тхір, Богдан Стеллецький, Євген Самохваленко, Ольга Петик, Петро Мурянка, Софія Сачко, Степан Сидорук, Яків Гудемчук, Ольга Підляшанка, Іван Ігнатюк — 119 - Михайло Веркалець. Рудольф Гулка: «Я син села…» — 128 - Зарубіжна література на Україні. Рік 1988. Бібліографія. Уклав Олекса Синиченко — 130 - Галина Карклінь. Як творився портрет Ромена Роллана — 172 Товариство «Україна». Факти і події - Олександр Божко. Пісня єднає — 125 Акценти сучасності - Стівен Коен. Сталінське питання після Сталіна — 137 Шляхи мистецтва - Піт Форнатейл. Історія рок-н-ролу — 150 - Ігор Іванкін. Відчай і пересторога — 163 - Розмаїтості — 183 | Оформлення: 1 стор. — Ілюстрація Є Корпачова до оповідання Х. Л. Борхеса. 2 стор. — Ласло Шош, Ева Кемень. З міжнародного конкурсу політичного плаката «За мир і соціальний прогрес». Москва. 1986. Сторінок: 192 Тираж: 64 615 Ціна: 1 крб. 10 к. ISSN 0320-8370 |
| № 9 (729) вересень  | Сучасна література - Робін Кук. Мозок. Роман — 2 Сербські оповідання - Еріх Кош. Щастя. — Богдан Шеклер. Могила в Калні. — Антоніє Ісакович. Берлін кара! — Йован Радулович. Сремська кукурудза — 63 - На закінчення номера (Клуб любителів фантастики) - Артур Кларк. Сплячий красень. Оповідання — 187 З літ минулих - Хаім Нахман Бялик. Поезії — 85 - Раймон Радіге. Одержимий. Повість — 87 Письменник. Література. Життя. - Надія Непорожня. Традиційне й нове у сучасному сербському оповіданні — 64 Перекладацькі студії - Олег Семенець, Олександр Панасьєв. З історії перекладу. Нарис перший. Із глибин Стародавнього Світу — 137 Україніка - «Я вірю в невичерпні сили народу». Інтерв'ю у Дмитра Павличка взяв Микола Рябчук — 132 - Петро Кравчук. Листи з Торонто. Перші українські школи в Канаді — 135 - Володимир Михайлишин. Дні української культури в Базелі — 171 Шляхи мистецтва - Піт Форнатейл. Історія рок-н-ролу. Продовження — 147 - Іван Ів. Карабутенко. Путівник по замку Леонор Фіні — 161 Акценти сучасності - Димитр Делійський. Перебудова у болгарському суспільстві: нові кроки далі, далі… — 180 - Читацька орбіта — 184 - Розмаїтості — 185 | Оформлення: 1 стор. Леонор Фіні. Веспер-Експозиція. Олія. 1989 Сторінок: 192 Тираж: 64 225 Ціна: 1 крб. 10 к. ISSN 0320-8370 |
| № 10 (730) жовтень  | До 40-річчя Китайської Народної Республіки - Дивитися вперед! — 2 - Вручення премії імені Івана Франка професору Ге Баоцюаню — З Сучасна література - Сучасна китайська поезія. Ай Цін, Цзоу Діфань, Лі Ін, Чжан Чжимінь, Гун Лю, Лю Шахе, Шао Яньсян, Шу Тін, Лі Ган, Яо Шаньбі — 4 - Гу Хуа. Подружня вірність. Повість — 12 Письменник. Література. Життя - Ядвіга Лисевич. Поезія сьогоднішнього Китаю — 10 З історії світової культури - Да сюе — Велике вчення— 56 - Артем Кобзєв. Конфуціанський катехізис 57 - Григорій Хорошилов. «Велике вчення». Аналіз тексту — 60 - Велике вчення. Канонічна та коментуюча частини — 70 Факт… і за фактом - Петро Стаменко. Нескінченні таємниці Великої межі —78 Шляхи мистецтва - Петро Приходько. Поетика китайського саду — 84 - Ігор Іванкін. Гармонія пензля і туші — 89 - Розмаїтості — 107 - Робін Кук. Мозок. Роман. Закінчення — 109 - Піт Форнатейл. Історія рок-н-ролу. Закінчення — 170 | Оформлення: 1 стор. Малюнок П. Ткаченка. 2 стор. Фань Куань. Подорожанин біля гірського потоку. Кінець X — поч. XI ст. 3 стор. Карикатури з тижневиків «Палайтея», «Жівот», «Єж», «Стиршел», «Ойленшпігель» 4 стор. — Рок-гурт «Європа». Керівник — Джон Левен, бас-гітара (другий ряд, посередині), вокаліст — Джоей Темпест (перший ряд, ліворуч). Сторінок: 192 Тираж: 64 215 Ціна: 1 крб. 10 к. ISSN 0320-8370                    |
| № 11 (731) листопад | Сучасна література - Кендзабуро Ое. Історія М/Т і лісового дива. Роман — 2 Майстри детективу - Реймонд Чандлер. Убивство під час дощу. Повість — 56 - Із сучасної індійської поезії. Джогоннатх Чокроборті. — Сараван Махешвер — 80 Клуб любителів фантастики - Айзек Азімов. Зелені цяточки. Оповідання — 88 На закінчення номера - Мануель Вісент. Чи не бажаєте зі мною переспати? Оповідання — 189 З літ минулих - Луїза Брайант. Шість червоних місяців у Росії — 97 Україніка - Михайло Веркалець. Михаїл Нуайме на Україні. До 100-річчя від дня народження — 122 - Михаїл Нуайме. Мої зустрічі з Росією. Публікація Михайла Веркальця — 123 - Тетяна Лебединська. Михаїл Нуайме знову в Полтаві — 130 - Роксоляна Зорівчак. Перший науковий бібліографічний покажчик з англомовної літературної україніки — 132 - Сергій Гречанюк. Осмутна слава Олександра Кошиця — 134 Письменник. Література. Життя - Ірина Летуновська. Відомі невідомці — 118 Перекладацькі студії - Максим Стріха. Шекспір безмежний — 110 - Олег Семенець, Олександр Панасьєв. З історії перекладу. Нарис другий. За неповторної античної доби — 143 Свідоцтва доби - Україна. Голод 1932—1933 років. За повідомленнями британських дипломатів — 153 Шляхи мистецтва - Раймонда Темкін. Сучасний драматичний театр Франції — 162 - Микола Яковина. Палаючі птахи Владислава Гасьора — 166 - Вальдемар Михальський. Гасьор. Вірш — 170 - Євген Пащенко. «На Косовім, на широкім полі…» — 171 Практикум - Їржі Томан. Як досягти взаєморозуміння, або Одвічна загадка двох — 175 - Читацька орбіта — 184 - Розмаїтості — 186 | Сторінок: 192 Тираж: невідомо Ціна: 1 крб. 10 к. ISSN 0320-8370 |
| № 12 (732) грудень  | З літ минулих - Девід Герберт Лоуренс. Коханець леді Чаттерлей. Роман — 2 Сучасна література - Васко Попа. Поезії — 47 - Кендзабуро Ое. Історія М/Т і лісового дива. Роман. Закінчення — 51 На закінчення номера - Ннадозі Іняма. Різдвяний дарунок. Оповідання — 185 Письменник. Література. Життя - Ірина Бояновська. Пошук первинної суті життя — 4 - Іван Лучук. Поетичні «Ігри» Васка Попи — 50 - Ігор Дубинський. Від перекладача роману Кендзабуро Ое — 15 - Ярема Кравець. У пошуках суспільного ідеалу — 128 Україніка - Проспер Меріме. Українські козаки та їхні останні гетьмани — 116 - Євген Нахлік. «Нова Елоїза» Ж. Ж. Руссо і «Наталка Полтавка» І. П. Котляревського — 130 - Юрій Кочубей. Пристрасний збирач спадщини — 133 - Іван Цапулич. І мова, і література, і культура… — 180 Перекладацькі студії - Олег Семенець, Олександр Панасьєв. З історії перекладу. Нарис третій. Шляхами буддизму і християнства. Закінчення — 137 Акценти сучасності - Сінасі Дікмен. Казкова країна — 146 - Володимир Євтух. Життя без прикрас — 147 Ойкумена - Олександр Буценко. Остання межа — 155 Шляхи мистецтва - Іван Ів. Карабутенко. Утопія Лотрека — 162 Практикум - Їржі Томан. Як досягти взаєморозуміння, або Одвічна загадка двох. — Афоризми — 172 - Розмаїтості — 181 - Зміст журналу «Всесвіт» за 1989 рік — 188 | Оформлення: 1 стор. — Малюнок Євгена Корпачова до роману Д. Г. Лоуренса «Коханець леді Чаттерлей». 3 стор. — Карикатури з журналів «Румынские горизонты» і «Жівот». 4 стор. — Антоні Міро. Король у Парижі. Олія. 1987. На тлі лотреківськоі афіші, як символу Парижа, зображено образ Карла III пензля Ф. Гойї. Сторінок: 192 Тираж: 70 115 Ціна: 1 крб. 10 к. ISSN 0320-8370                                                        |